# Fiódor Kóniujov

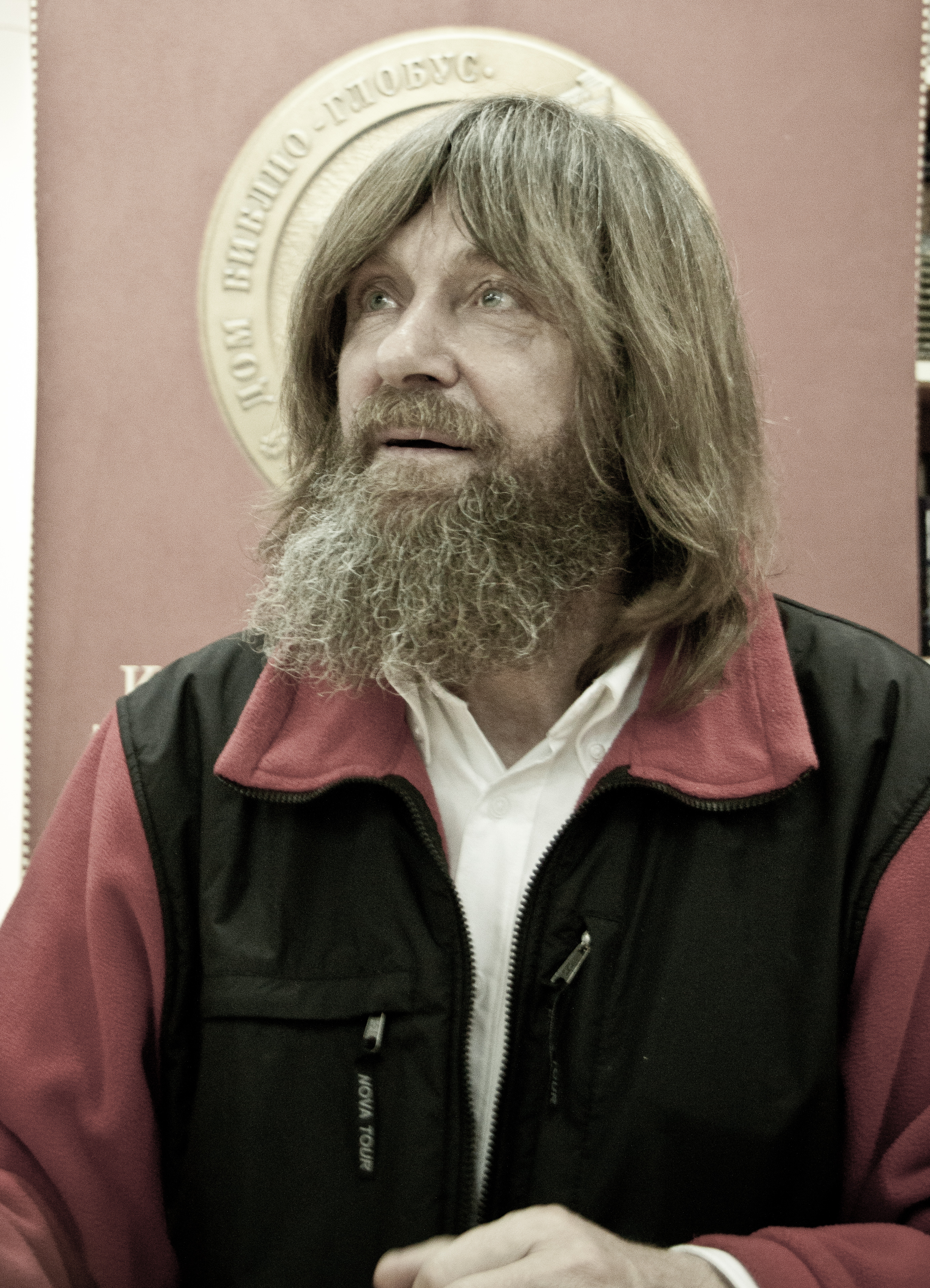
Fyodor Konyukhov en 2012.

Fiódor Filíppovich Kóniujov (en ruso: Фёдор Филиппович Конюхов), nacido el 12 de diciembre de 1951 en el pueblo de Chkalovo, Raión de Pryazovske, Óblast de Zaporizhia, RSS de Ucrania, es un superviviente de Rusia, viajero y capitán de yate. En diciembre de 2010 fue ordenado como un sacerdote ortodoxo oriental.

## Arte
En 1983, Fiódor Kóniujov fue admitido en la Unión de Artistas de la URSS (siendo el miembro más joven en ese momento). Desde 1996 ha sido miembro de la Unión de Artistas de Moscú, en la sección de Artes Gráficas; desde 2001, miembro de la sección de escultura también.
Ganó la Medalla de Oro de la Academia de Artes de Rusia, un Honor Académico de la Academia de Artes de Rusia y creador de más de 3000 pinturas. Ha participado en varias exposiciones rusas e internacionales.

## Travesías viajeras
Kóniujov es la única persona que ha llegado a extremos puntos del planeta tales como el Polo Norte (tres veces), el Polo Sur, el Polo de Inaccesibilidad en el Océano Ártico y en la cima del monte Everest (dos veces) y también dado la vuelta al mundo a través del Cabo de Hornos. Kóniujov ha establecido récords mundiales, en particular por cruzar el Océano Atlántico en un bote de remos solo en 46 días, la mejor distancia de 24 horas en el mismo barco (110 millas), y cubrió unos 800 km en 15 días y 22 horas durante una travesía por Groenlandia con perro de paseo en trineo.

## 7 Cumbres
Fiódor Kóniujov es el primer alpinista ruso en completar el desafío Siete Cumbres para el que una persona debe subir a las montañas más altas de cada uno de los siete continentes.

## Premios
Kóniujov ha sido galardonado con la Orden de la Amistad de los Pueblos.